# Закомалдино
Закомалдино — село в Куртамышском районе Курганской области России. В рамках организации местного самоуправления входит в муниципальное образование Куртамышский муниципальный округ (с 2005 до 2021 гг. — муниципальный район).

## География
Село находится в южной части области, в пределах юго-западной части Западно-Сибирской равнины, на берегах озера Закомалдино, к востоку от автодороги 37А-0005, в лесостепной зоне, на расстоянии примерно 10 километров (по прямой) к северо-востоку от города Куртамыша, административного центра района. Абсолютная высота — 151 метр над уровнем моря.

### Климат
Климат характеризуется как континентальный, с холодной продолжительной малоснежной зимой и тёплым сухим летом. Среднегодовая температура — −1 °C. Средняя температура воздуха самого холодного месяца (января) составляет −17,7 °C (абсолютный минимум — −49 °С); самого тёплого месяца (июля) — 19 °C (абсолютный максимум — 41 °С). Безморозный период длится 113 дней. Годовое количество атмосферных осадков — 344 мм, из которых 190—230 мм выпадает в вегетационный период. Продолжительность периода с устойчивым снежным покровом равна 161 дню.

## История
До 24 мая 2021 года, согласно Закону Курганской области от 12 мая 2021 года № 48, административный центр Закомалдинского сельсовета, упразднённый в связи с преобразованием муниципального района в муниципальный округ.

## Население
| 1989 | 2002 | 2010 |
| ---- | ---- | ---- |
| 673  | ↘625 | ↘487 |

### Гендерный состав
По данным Всероссийской переписи населения 2010 года в гендерной структуре населения мужчины составляли 48,3 %, женщины — соответственно 51,7 %.

### Национальный состав
Согласно результатам Всероссийской переписи населения 2002 года, в национальной структуре населения русские составляли 99 %.

## Инфраструктура
Личное подсобное хозяйство.

## Транспорт
Село доступно автотранспортом. Остановка общественного транспорта «Закомалдино».